# Institut biblique du Québec
Pour les articles homonymes, voir IBQ.

L'Institut biblique du Québec (IBQ) est un institut de théologie pentecôtiste à Longueuil, Québec, au Canada. Il est affilié aux Assemblées de la pentecôte du Canada à la suite de la fusion de l'Institut biblique Bérée et de l'Institut de théologie Québec en 1997. Il offre des formations de théologie évangélique. L'IBQ est partenaire avec la faculté de Théologie et de sciences religieuse de l'Université Laval depuis 2013. 

## Histoire
L'école a ses origines dans la fondation de l’Institut biblique Bérée en 1941, le premier institut de théologie pentecôtiste francophone, à Montréal par le révérend Walter L. Bouchard,. En 1976, le révérend Allen Bowen et Donald Martin fondèrent le programme "Formation Timothé" qui devint par la suite l’Institut de théologie de Québec.
En janvier 1997, dans un processus de restructuration des Assemblées de la pentecôte du Canada, l’Institut de théologie de Québec a fusionné avec l'Institut biblique Bérée pour former l'Institut biblique du Québec. Depuis, l'institut détient un rôle centralisé de formation et d'accréditation des futurs pasteurs.

## Programmes
L’école offre des programmes en théologie évangélique, dont le certificat et le baccalauréat .  
L'IBQ est partenaire de la faculté de Théologie et de sciences religieuses de l'Université Laval.